# Monte Azul (Beni)
Monte Azul ist eine Ortschaft im Departamento Beni im Tiefland des südamerikanischen Andenstaates Bolivien.

## Lage im Nahraum
Monte Azul ist der größte Ort im Kanton More im Municipio San Joaquín in der Provinz Mamoré. Der Ort liegt auf einer Höhe von 142 m in einer Entfernung von etwa 8 Kilometern vom Río Iténez entfernt, der die Grenze zu Brasilien markiert.

## Geographie
Monte Azul liegt in der Moxos-Ebene, mit über 100.000 km² eines der größten Feuchtgebiete der Erde. Vorherrschende Vegetationsform in der Region Monte Azul ist die der tropischen Savanne. 
Die Temperaturschwankungen sind niedrig, sowohl im Tagesverlauf als auch im Jahresverlauf (siehe Klimadiagramm San Joaquín). Die Jahresdurchschnittstemperatur liegt bei über 26 °C, die Monatsdurchschnittstemperaturen liegen zwischen 24 und 29 °C. Der Jahresniederschlag beträgt rund 1500 mm; die Monate Juni bis August sind durch eine Trockenzeit geprägt, in der die geringen Niederschläge rasch verdunsten.

## Verkehrsnetz
Monte Azul liegt in einer Entfernung von 304 Kilometern Luftlinie nördlich von Trinidad, der Hauptstadt des Departamento Beni.
Eine Straßenanbindung an das Verkehrsnetz existiert nicht. Die nächstgelegene Stadt ist Puerto Siles, welches über die Nationalstraße Ruta 9 mit Trinidad verbunden ist und etwa 80 Kilometer südlich von Monte Azul am Río Mamoré liegt. Über den Fluss kann man Alejandria erreichen, welches wiederum über unbefestigte Pisten und eine Querung des Río Azul mit Monte Azul verbunden ist. 

## Bevölkerung
Die Einwohnerzahl der Ortschaft ist zwischen 2001 und 2012 geringfügig angestiegen:
| Jahr | Einwohner   | Quelle       |
| ---- | ----------- | ------------ |
| 1992 | keine Daten | Volkszählung |
| 2001 | 136         | Volkszählung |
| 2012 | 152         | Volkszählung |
| 2024 |             | Volkszählung |